# Samba-maxixe
O samba-maxixe foi um termo designado para classificar o primeiro estilo de samba urbano carioca nascido nas primeiras décadas do século XX.
Embora tenha sido identificado por seus criadores, pelo público e pela indústria fonográfica como “samba”, do ponto de vista rítmico e instrumental, o estilo era muito mais próximo ao maxixe do que do samba urbano convencional do ponto de vista rítmico e instrumental. Exemplo disto foi a inserção do piano ou às vezes algum instrumento de sopro mais agudo como a flauta ou o clarinete. Era um samba pouco comum aos tocadas nas casas das tias baianas.